# دوستان (سلماس)
دوستان هي قرية في مقاطعة سلماس، إيران. يقدر عدد سكانها بـ 486 نسمة بحسب إحصاء 2016.